# Protosuberites brevispinus
Protosuberites brevispinus är en svampdjursart som först beskrevs av de Laubenfels 1951.  Protosuberites brevispinus ingår i släktet Protosuberites och familjen Suberitidae. Inga underarter finns listade i Catalogue of Life.